# 大里庄
大里庄，為1920年~1945年間存在之行政區，轄屬台中州大屯郡。今台中市大里區。

## 街原名
原屬藍興堡下之大里杙街、詹厝園庄、番仔藔庄、塗城庄、草湖庄、大突藔庄、涼傘樹庄、內新庄
- 大里杙街改稱大里[1]

## 行政區劃
大里庄轄域內分為大里、詹厝園、番子寮、塗城、草湖、大突寮、涼傘樹、內新八個大字。

## 設施
官署
- 大里庄役場
- 專賣局大里菸草試驗場
- 專賣局臺中支局葉煙草再乾燥場（歷史建築）
- 大里警察官吏派出所

學校
- 大里公學校
- 大里公學校塗城分教場

會社
- 大里信用購賣販賣利用組合